# Igor Dovgyallo
Igor Dovgyallo (tiếng Belarus: Iгар Даўгяла; tiếng Nga: Игорь Довгялло; sinh 17 tháng 7 năm 1985) là một cầu thủ bóng đá Belarus hiện tại thi đấu cho Dnepr Mogilev.

## Danh hiệu
Naftan Novopolotsk
- Vô địch Cúp bóng đá Belarus: 2011–12